# مراقبت‌های سلامت هالتون

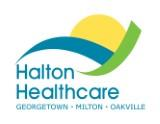
لوگوی سازمان «مراقبت‌های سلامت هالتون»

مراقبت‌های سلامت هالتون (انگلیسی: Halton Healthcare) که با نام شرکت خدمات بهداشت و درمان هالتون هم شناخته می‌شود، یک سازمان خدمات بهداشتی-درمانی در کلان‌شهر تورنتو است که از سه بیمارستان تشکیل شده‌است و به مناطق میلتن، اوک‌ویل و هالتون هیلز خدمت‌رسانی می‌کند. این سه بیمارستان در مجموع بیش از ۳۵۰٬۰۰۰ نفر را تحت پوشش دارد. طبق آمار سال ۲۰۱۸–۲۰۱۷، مراقبت‌های سلامت هالتون ۴٬۰۲۲ کارمند، ۱٬۷۵۰ کار داوطلب و ۳۵۰ پزشک داشت.

## بیمارستان‌ها
- بیمارستان اوک‌ویل-ترافالگار مموریال - در سال ۱۹۵۰ راه‌اندازی شد و در سال ۲۰۱۵ تغییر مکان داد.
- بیمارستان ناحیه‌ای میلتن - در سال ۱۹۵۹ راه‌اندازی شد و در سال ۲۰۱۷ گسترش و توسعهٔ فراوانی یافت.[۱]
- بیمارستان جرج‌تاون - در سال ۱۹۶۱ راه‌اندازی شد.